# Alexandre d'Etòlia
Alexandre d'Etòlia (en grec antic Ἀλέξανδρος) va ser un polític etoli.
Juntament amb Dorimac es va apoderar de la ciutat d'Egira, a Acaia, durant la guerra social del 220 aC. Al cap d'un temps la seva conducta insolent i abusiva, va provocar la revolta de la població que va aconseguir d'expulsar al grup d'etolis als quals Alexandre dirigia. Durant les lluites que van seguir Alexandre va resultar mort.